# Bácskeresztúri Szent Miklós-egyházmegye
A Bácskeresztúri Szent Miklós-egyházmegye vagy rövidebben Bácskeresztúri egyházmegye a római katolikus egyház egyik görögkatolikus rítusú egyházmegyéje Szerbia és Koszovó területén. Székesegyháza a bácskeresztúri Szent Miklós-székesegyház Kúla községben. Első és eddigi (2020) egyetlen megyéspüspöke Dzsudzsár György. Az Apostoli Szentszék alá tartozik.

## Terület
Az egyházmegye Szerbia és Koszovó területén található. 

### Szomszédos egyházmegyék
- Kőrösi egyházmegye (északnyugat)
- Hajdúdorogi főegyházmegye (észak)
- Lugosi görögkatolikus egyházmegye (északkelet)
- Fogaras-Gyulafehérvári görögkatolikus főegyházmegye (kelet)
- Szófiai Szent XXIII. János pápa egyházmegye (délkelet)
- Sztrumica-Szkopjei egyházmegye (dél)

## Történelem
Az egyházmegyét 2003. augusztus 28-alapították, első neve Szerbia-Montenegrói apostoli exarchátus volt. Területét a Kőrösi egyházmegye területéből választották le. Székesegyháza a vajdasági ruszinok egyik nagyobb lélekszámú települése, Bácskeresztúr addigi parókiális temploma, a Szent Miklós-templom lett. Exarchája a Munkácsi görögkatolikus egyházmegye segédpüspöki székéből áthelyezett Dzsudzsár György lett, aki azóta is a főpásztora. Az exarchátus nevéből 2013. január 13-án került ki Montenegró neve, azóta hívták Szerbiai apostoli exarchátusnak. 2018. december 6-án Ferenc pápa egyházmegyei rangra emelte.